# Odenwald und Bauland Hardheim
Das FFH-Gebiet Odenwald und Bauland Hardheim ist ein 2005 vom  Regierungspräsidium Karlsruhe nach der Richtlinie 92/43/EWG (Fauna-Flora-Habitat-Richtlinie) angemeldetes Schutzgebiet (Schutzgebietskennung DE-6322-341) im Main-Tauber-Kreis und im Neckar-Odenwald-Kreis in Baden-Württemberg. Das FFH-Gebiet ist Bestandteil des europäischen Schutzgebietsnetzes Natura 2000. Mit Verordnung des Regierungspräsidiums Karlsruhe zur Festlegung der Gebiete von gemeinschaftlicher Bedeutung vom 12. Oktober 2018 (in Kraft getreten am 11. Januar 2019), wurde das Schutzgebiet ausgewiesen.

## Beschreibung
Das FFH-Gebiet umfasst den Mittelgebirgsbach der Erfa, in großem Buchenwaldgebiet mit Fledermausvorkommen, schafbeweidete Muschelkalkhänge mit Wacholderheiden, Kalkmagerrasen, Frischwiesen, Wäldchen, offene Auenbereiche, zum Teil sehr orchideenreich.

## Schutzzweck
Folgende Lebensraumtypen nach Anhang I der FFH-Richtlinie kommen im Gebiet vor:
- Kalktuffquellen
- Kalk-(Halb-)Trockenrasen und ihre Verbuschungsstadien (* orchideenreiche Bestände)
- Feuchte Hochstaudenfluren
- Magere Flachland-Mähwiesen
- Silikatschutthalden der kollinen bis montanen Stufe
- Schlucht- und Hangmischwälder
- Erlen-Eschen- und Weichholzauenwälder
- Labkraut-Eichen-Hainbuchenwälder
- Silikatfelsen mit Felsspaltenvegetation
- Nicht touristisch erschlossene Höhlen
- Hainsimsen-Buchenwälder
- Waldmeister-Buchenwälder
- Wacholderbestände auf Zwergstrauchheiden oder Kalkrasen
- Basenreiche oder Kalk-Pionierrasen
- Fließgewässer mit flutender Wasservegetation
- Natürliche und naturnahe nährstoffreiche Stillgewässer mit Laichkraut- oder Froschbiss-Gesellschaften

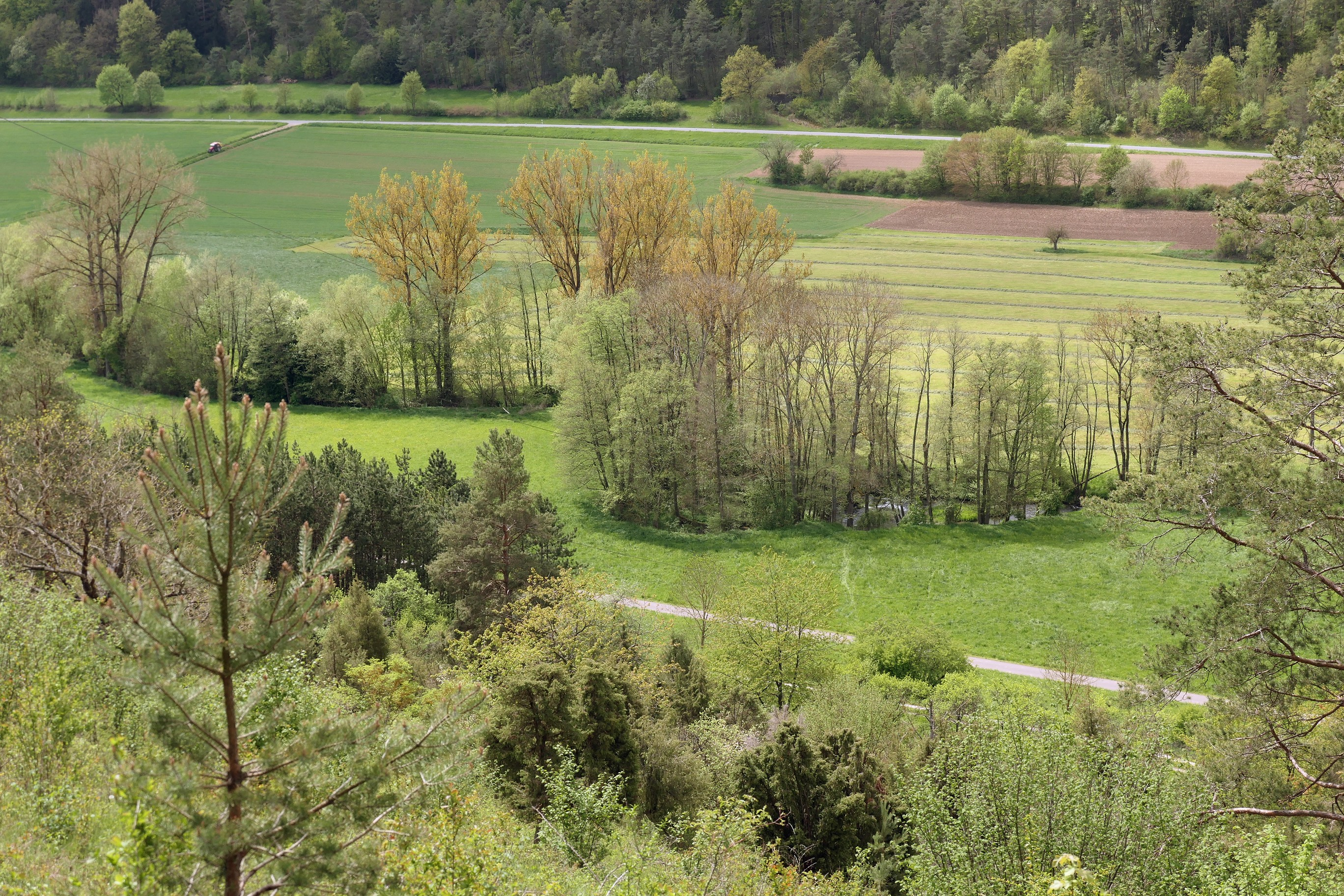
Galeriewald an der Erfa südlich von Hardheim (2023)
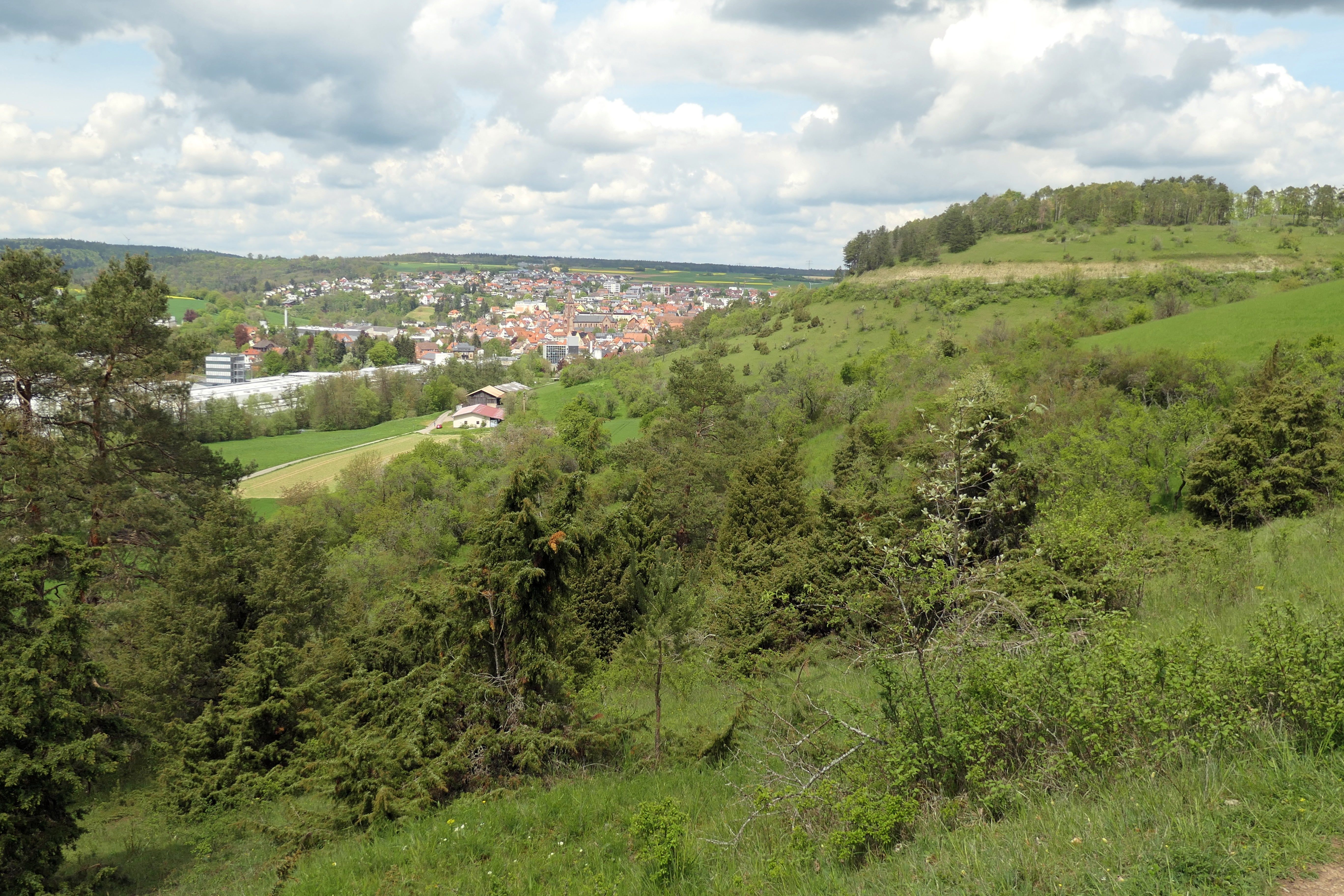
Halbtrockenrasen im NSG Wacholderheide Wurmberg und Brücklein (2023)